# 10 kilomètres marche masculin aux Jeux olympiques de 1912
Pour un article plus général, voir Athlétisme aux Jeux olympiques de 1912.
Navigation
Anvers 1920
L'épreuve du 10 kilomètres marche masculin aux Jeux olympiques de 1912 s'est déroulée les 8 et 11 juillet 1912 avec une arrivée au Stade olympique de Stockholm, en Suède. Elle est remportée par le Canadien George Goulding .

## Résultats

### Finale
| Rang               | Athlète                 | Temps         |
| ------------------ | ----------------------- | ------------- |
| Médaille d'or      | George Goulding (CAN)   | 46 min 28 s 4 |
| Médaille d'argent  | Ernest Webb (GBR)       | 46 min 50 s 4 |
| Médaille de bronze | Fernando Altimani (ITA) | 47 min 37 s 6 |
| 4                  | Aage Rasmussen (DEN)    | 48 min 00 s 0 |
| —                  | Vilhelm Gylche (DEN)    | DNF           |
| —                  | Frederick Kaiser (USA)  | DNF           |
| —                  | William Palmer (GBR)    | DNF           |
| —                  | Thomas Dumbill (GBR)    | DQ            |
| —                  | Arthur St. Norman (RSA) | DQ            |
| —                  | William Yates (GBR)     | DQ            |

## Légende
Records et Performances
- AR : Record continental (area record)
- CR : Record des championnats (championship record)
- MR : Record du meeting (meet record)
- NR : Record national (national record)
- OR : Record olympique (olympic record)
- PR : Record paralympique (paralympic record)
- PB : Record personnel (personal best)
- SB : Meilleure performance personnelle de la saison (season's best)
- WL : Meilleure performance mondiale de l'année (world leader)
- WJR : Record du monde junior (world junior record)
- WR : Record du monde (world record)

Circonstances et Conditions
- DNF : N'a pas terminé (did not finish)
- DNS : N'a pas pris le départ (did not start)
- DQ : Disqualification (disqualification)
- NM : Aucun essai valable enregistré (No Mark)
- Q : Qualifié « directement » au prochain tour (ou à la prochaine compétition), lors d'une compétition majeure, grâce au classement ou à la réalisation des minima (automatic qualifier)
- q : Qualifié au prochain tour (ou à la prochaine compétition), lors d'une compétition majeure, grâce au repêchage ou à la réalisation de l'une des meilleures performances parmi celles des « non qualifiés directement » (grâce au meilleur temps ou à la meilleure distance par exemple) (secondary qualifier)